# Serving (sang)
"Serving", oprindeligt med titlen "Kant", er en sang af den maltesiske sangerinde Miriana Conte. Den blev skrevet af Conte sammen med Benjamin "BNJI" Schmid, Sarah Evelyn Fullerton (Sarah Lake) og Matthew Mercieca (Muxu), med produktionen håndteret af Schmid. Den blev udgivet den 8. januar 2025 og skal repræsentere Malta i Eurovision Song Contest 2025.

## Hitlister
| Hitliste (2025)                   | Top position |
| --------------------------------- | ------------ |
| Malta Airplay (Radiomonitor)      | 1            |
| Malta Domestic Airplay (BMAT PRS) | 1            |